# Горно Вършило
Горно Вършило е село в Южна България. То се намира в община Септември, област Пазарджик.

## История
До 1934 г. село Горно Вършило се нарича Съртхарман.
Черквата в селото е посветена на Света Неделя и е построена през XIX век. През 2023 година група местни доброволци започват нейното възстановяване след дълги години запустение на храма и опасност от срутване.
Макар и в община Септември, селото е част от Ихтиманска духовна околия на Софийска епархия на Българската православна църква.

## Личности
- Кирил Клисурски (1906 – 1992) – политик от БКП
- Георги Мърков (р. 1946) – Олимпийски, Европейски и Световен шампион по борба. Треньор на националният отбор по борба. От 2021 година е треньор на клуб по борба "Левски". Политик и депутат от БСП.[4]